# Цзіньфушань
Цзіньфушань (кит.: 金佛山, піньінь: Jinfo Shan) — карстовий пік поблизу китайського міста центрального підпорядкування Чунцін. Є частиною Південно-Китайського карсту, який включено до Всесвітньої спадщини ЮНЕСКО. У 2014 році Цзіньфушань також увійшла до цього переліку. Назва перекладається «Гора Золотого Будди».

## Опис
Загальна площа становить 6744 га (буферна зона — 10 675 га). Розташовано в окрузі Наньчуань міста Чунцін, у верхів'ях річки Янцзи (між плато Юньнань-Ґуйчжоу і східним краєм Сичуанського басейну), є частиною гірської системи Далоу.
Являє собою карстову столову гору, оточену кручами у вигляді терас. На відміну від інших частин Південно-Китайського карсту, Цзіньфушань являє собою ізольовану місцевість від плато Юньнань-Ґуйчжоу завдяки глибокому річковому розрізу.
Присутні численні скелі, ущелини. Водночас горі є численні горизонтальні печери, що утворюють цілу систему (до 15 км), виходячи на поверхню високо над землею. Найцікавішими є печери Лін'янь і Яньцзі (140 м завширшки і 25 м заввишки), що розташовані у західній частині. Значна частина вкрита субтропічними широколистяними (нижче 1500 м), широколистяними вічнозеленими лісами (1500—1900 м) і субальпійськими луками (вище 1900 м). Тут росте 4768 видів насінних рослин. Найбільшу цінність являє катая.
На території мешкає 228 видів птахів, зокрема рудохвоста тинівка, нектарниця Aethopyga christinae, Spelaeornis troglodytoides з тимелієвих, золотий і королівський фазани, Bambusicola thoracicus з куріпкових, Periparus venustulus з синицевих, Chrysomma poecilotis з кропив'янкових, Trochalopteron elliotii та Garrulax berthemyi з горобцеподібних.
Карст Цзіньфушань є притулком для зникаючих видів тварин, зокрема лутунга Франсуа
Це субтропічна зона з мусонними дощами, сніг на верхівці гори лежить протягом 4 місяців. На верхівці гори температура на 10 °C за передгір'я.

## Історія
Утворення гірського карсту розпочалося мільйони років тому, в кайнозойську еру. Основні процеси відбувалися завдяки вивітрюванню та преривчастому підйому поверхні. В результаті гора склалася з різних порід (перетворилася на синклінальну гору): платформа та верхня частина (від 2000 до 2251 м) — з вапняку пермського періоду, всередині (від 1000 до 1500 м) — сланець і пісковик силурійського періоду, нижня частина — вапняк і доломіт кембрійського та ордовицького періодів. Всередині всі вони пронизані карстовими утвореннями. На думку дослідників, частково на це вплинули річки або струмки, втім, слідів їх натепер не виявлено.
Для захисту цих місць уряд КНР утворив у 1979 році провінційний заповідник, у 2000 році змінено статус на національний заповідник. Також тут існує національний парк. Є важливою туристичною місцевістю, найбільша кількість відвідувачів прибуває з квітня по липень.